# T Лисички
T Лисички — звезда (вероятно, двойная) в северном созвездии Лисички вблизи звезды Дзета Лебедя и пары звёзд 31 Лисички и 32 Лисички. Видна невооружённым глазом, видимая звёздная величина составляет около 5,75. Расстояние до системы оценивается в 1900 световых лет при годичном параллаксе 1,67 мсд.
Является одной из наиболее ярких среди известных переменных типа классических цефеид, при этом видимая звёздная величина меняется от 5,41 до 6,09 с периодом 4,435 суток. Представляет собой бело-жёлтый сверхгигант спектрального класса F5 Ib. Переменность T Лисички открыл в 1885 году Эдвин Сойер. Наблюдения в период с 1885 года по 2003 год показали, что период изменения блеска слабо, но постоянно снижается на величину 0,25 секунды в год.
Звезда-компаньон была открыта в 1992 году; она представляет собой звезду главной последовательности спектрального класса A0.8 V и обладает массой 2,1 массы Солнца. Для пары звёзд были представлены оценки периода обращения 738 и 1745 дней, хотя по состоянию на 2015 год остаются сомнения в том, что это действительно двойная система.